# Josep Barguñó i Junyent
Josep Barguñó i Junyent (Barcelona, 16 d'agost de 1942) és un antic jugador d'hoquei sobre patins català de la dècada de 1960.

## Trajectòria
Començà a jugar a hoquei a l'equip de l'escola La Salle Comtal, fins que als 14 anys ingressà al juvenil del FC Barcelona. Pujà al primer equip, i amb la marxa de Joan Orpinell assolí la titularitat. Posteriorment jugà al CP Voltregà (club on guanyà tots els títols, lliga Nacional, Copa d'Espanya, Campionat de Catalunya i la Copa d'Europa), CP Vilanova i DC Mataro.
Amb la selecció d'Espanya jugà entre 1962 i 1965, i guanyà una copa Llatina i un Campionat del Món l'any 1964.

## Palmarès
FC Barcelona
- Campionat d'Espanya:
  - 1963
- Campionat de Catalunya:
  - 1960

CP Voltregà
- Campionat de Catalunya:
  - 1965
- Lliga Nacional:
  - 1964-65
- Campionat d'Espanya:
  - 1965
- Copa d'Europa:
  - 1965-66

CP Vilanova
- Campionat d'Espanya:
  - 1968

Espanya
- Campionat del Món:
  - 1964
- Copa Llatina:
  - 1963